# Милый дом Чи
Милый дом Чи (яп. チーズスイートホーム Ти:дзу суи:то хо:му, «Милый дом Ти») — серия манги, придуманная и нарисованная Конами Канатой. Манга выпускается издательством «Коданся» в сэйнэн-журнале Morning с 2004 года. Всего вышло двенадцать танкобонов, последний из которых опубликован в июне 2015 года.
Серия лицензирована и издаётся на русском языке издательством «Азбука-Аттикус» с 2019 года. По манге «Милый дом Чи» студией Madhouse был снят одноимённый короткометражный аниме-сериал, показ которого начался 31 марта 2008 года.

## Сюжет
Маленький серо-белый котёнок засмотрелся на птиц, отстал от матери-кошки и потерялся. Его чуть не задавил автомобиль, на него налаяла собака. Совсем запуганный котёнок прибегает на детскую площадку, где его находит маленький мальчик. Мальчик и его мать решают приютить котёнка, и таким образом обычной японской семье из трёх человек приходится вникать во все плюсы и минусы владения домашним животным. Котёнок, как и любой прочий, первое время постоянно писается где попало, за что и получает имя Чи (яп. チー ти:, звук мочеиспускания). Чи учится уживаться с людьми, получать удовольствие от жизни и мечтает когда-нибудь снова встретиться со своей матерью.
Примечание: в оригинальной манге Чи — кошка, а не кот, хотя во многих переводах ей изменили пол.

## Список персонажей

### Семья Ямада
Чи (яп. チー Ти:) — маленький бело-серый котёнок с большими глазами. Она легко отвлекается и не имеет большого опыта в мире. Чи особенно привлекают небольшие движущиеся объекты, но она боится больших животных, особенно собак. Хоть её речь и расшифровывается для аудитории, персонажи-люди её понять не могут.
Сэйю — Сатоми Короги
Ёхэй (яп. ヨウヘイ Ё:хэй) — маленький мальчик, который всегда ищет Чи, когда она теряется. Он веселый, добрый, послушный и любит игрушечные поезда.
Сэйю — Эцуко Кодзакура
Мама (яп. おかあさん Ока:сан) — домохозяйка. Она сидит дома с Ёхэем и Чи.
Сэйю — Норико Хидака
Папа (яп. おとうさん Ото:сан) занимается домашним бизнесом, он графический дизайнер.
Сэйю — Хидэнобу Киути

## Манга
Серия манги написана и нарисована Конами Канатой. Первая глава вышла 22 ноября 2004 года в осеннем номере Morning. На данный момент собрано и выпущено 12 полных томов манги. В отличие от журнальной чёрно-белой версии, в томах манга представлена в полной цветовой палитре.

## Аниме
Аниме Chi’s Sweet Home снято режиссёром Мицуюки Масухарой на студии Madhouse, первый эпизод вышел 31 марта 2008 года. Каждая серия длится 3 минуты и соответствует одной главе манги. Вступительная заставка занимает 30 секунд, музыкальной темой к ней является  (яп. おうちがいちばん Оути га итибан, «Наш дом лучший»), написанная Сатоми Короги.

### Список серий
| 01 | Чи теряется «チー、迷子になる。» (Ти:, майго ни нару.)          | 31.03.2008 |
| Котёнок гуляет с матерью-кошкой и двумя другими её котятами. Он отвлекается на птицу, не замечает, как мать свернула в сторону, и теряется. В поисках матери котёнок встречает пса, который пугает его лаем, потом котёнка чуть не давит автомобиль. Испуганный и усталый, он забредает в парк, где падает на траву. Там его находят маленький мальчик с матерью и решают приютить. |                                                                 |            |
| 02 | Чи попадает в семью «チー、拾われる。» (Ти:, хироварэру.)       | 01.04.2008 |
| Котёнок спит и думает о матери. Он просыпается и видит, что оказался в незнакомом доме. Первым он видит мальчика, который его нашёл, после видит его родителей и пугается их. В страхе от неизвестного он забегает в угол. Люди смотрят на котёнка и удивляются, а тот пытается рычать на них из угла, но когда ему наливают молоко, радостно обо всём забывает. Наевшись, котёнок валится отдыхать и вспоминает о матери. Он рвётся наружу, и мальчик его выпускает. Однако, увидев пугающий дождь, машин и собак, котёнок быстро забегает в дом и прыгает в свою корзинку, решив остаться у людей. |                                                                 |            |
| 03 | Ужасный опыт Чи «チー、ひどい目にあう。» (Ти:, хидой мэ ни ау.) | 02.04.2008 |
| Чи думает о матери и снова решает уйти, но не успевает сделать и двух шагов от корзинки. Его берёт хозяйка и несёт в ванную, мыть. Котёнок не желает мыться и пытается сбежать, но хозяйка его ловит и при помощи хозяина всё же моет. Чистого и измученного котёнка вытирают, и он устало радуется, что всё уже позади, но тут хозяева достают фен. Совсем убитый котёнок плетётся в корзинку, но люди начинают брать его в руки и гладить. |                                                                 |            |
| 04 | Чи отвлекается «チー、忘れる。» (Ти:, васурэру.)                | 03.04.2008 |
| Котёнок целенаправленно идёт к двери, но тут видит миску с молоком и наедается. Он вспоминает, что шёл к двери, опять движется к выходу, но замечает, как из крана капает вода, пытается допрыгнуть, однако у него ничего не выходит. Котёнок снова вспоминает про дверь, но у самого порога отвлекается на шнурок, играется с ним и засыпает. |                                                                 |            |
| 05 | Чи начинает «チー、始める。» (Ти:, хадзимэру.)                  | 07.04.2008 |
| Котёнок очень хочет в туалет и бегает по комнате. Хозяйка это замечает и, бросив стиранное бельё, быстро рвёт бумагу, чтобы сделать кошачий туалет, относит котёнка туда. Котёнок никак не может понять, чего от него хочет человек, и играется с бумажками. Хозяйка, надеясь, что котёнок всё поймёт, оставляет его, а тот вспоминает, что хотел в туалет, и, побегав по квартире, мочится на выстиранное бельё. Хозяйка зла, но тут описывается Ёхэй, и женщина отвлекается от животного. |                                                                 |            |
| 06 | Чи продолжает «チー、続ける。» (Ти:, цудзукэру.)                | 08.04.2008 |
| Котёнок снова писается не там, где нужно, и снова злит хозяйку. Вечер. С работы приходит хозяин, люди общаются, готовят еду, едят. Тут раздаётся голос мальчика «Чии!» — котёнок помочился на сумку хозяина! Люди в отчаянии. |                                                                 |            |
| 07 | Чи расстраивается «チー、がっかりする。» (Ти:, гаккарисуру.)    | 09.04.2008 |
| Хозяин идёт в магазин за наполнителем для кошачьего туалета и теряется в выборе, но, в конце концов, покупает что-то одно. Люди полны решимости приучить котёнка. Утром котёнок замечает, что вместо рваной газеты на его любимом месте лежат какие-то непонятные шарики. Он начинает играть с ними, но вдруг понимает, что хочет в туалет, и опять мочится где попало. Хозяйка злится и кладёт испачканную одежду в кошачий туалет. Котёнок видит это и огорчается, но наконец понимает, куда ему надо справлять нужду.                                                                             |                                                                 |            |
| 08 | Чи понимает «チー、理解する。» (Ти:, рикайсуру.)                | 10.04.2008 |
| Котёнок понимает, где находится туалет. Тем временем родители мальчика ищут котёнку новый дом. Котёнок думает, что Чи — это его имя, и отзывается на него. |                                                                 |            |
| 09 | Чи вспоминает «チー、思い出す。» (Ти:, омоидасу.)               | 14.04.2008 |
| Чи вспоминает маму и пытается уйти домой. Найти хозяев для котёнка не удаётся. |                                                                 |            |
| 10 | Чи мечтает. «チー、夢を見る。» (Ти:, юмэ во миру.)              | 15.04.2008 |